# ول آبی آمریکای شمالی
ول آبی آمریکای شمالی (نام علمی: Microtus richardsoni) نام یک گونه از زیرخانواده ولیان است.